# Морі (округ, Теннессі)
Шаблон:StateAbbr_ 35°37′ пн. ш. 87°05′ зх. д. / 35.62° пн. ш. 87.08° зх. д.
Округ  Морі (англ. Maury County) — округ (графство) у штаті  Теннессі, США. Ідентифікатор округу 47119.

## Історія
Округ утворений 1807 року.

## Демографія
За даними перепису 2000 року загальне населення округу становило 69498 осіб, зокрема міського населення було 39363, а сільського — 30135. Серед мешканців округу чоловіків було 33782, а жінок — 35716. В окрузі було 26444 домогосподарства, 19274 родин, які мешкали в 28674 будинках. Середній розмір родини становив 3,03.
Віковий розподіл населення поданий у таблиці:
| Стать    | До 15 років | 15-21 | 22-29 | 30-39 | 40-49 | 50-65 | 65-85 | Понад 85 |
| -------- | ----------- | ----- | ----- | ----- | ----- | ----- | ----- | -------- |
| Чоловіки | 7702        | 3604  | 3345  | 4864  | 5775  | 5202  | 2999  | 291      |
| Жінки    | 7263        | 3314  | 3431  | 5325  | 5862  | 5445  | 4374  | 702      |

## Суміжні округи
- Вільямсон — північ
- Маршалл — схід
- Джайлс — південь
- Лоуренс — південний захід
- Льюїс — захід
- Гікман — північний захід

## Виноски
1. ↑  U.S. Decennial Census. United States Census Bureau. Архів оригіналу за 4 квітня 2018. Процитовано 9 квітня 2015.
2. ↑  Historical Census Browser. University of Virginia Library. Архів оригіналу за 11 серпня 2012. Процитовано 9 квітня 2015.
3. ↑  Forstall, Richard L., ред. (27 березня 1995). Population of Counties by Decennial Census: 1900 to 1990. United States Census Bureau. Архів оригіналу за 21 лютого 2015. Процитовано 9 квітня 2015.
4. ↑  Census 2000 PHC-T-4. Ranking Tables for Counties: 1990 and 2000 (PDF). United States Census Bureau. 2 квітня 2001. Архів оригіналу (PDF) за 18 грудня 2014. Процитовано 9 квітня 2015.
5. ↑  State & County QuickFacts. United States Census Bureau. Архів оригіналу за 7 червня 2011. Процитовано 6 грудня 2013.(англ.) Наведено за англійською вікіпедією.
6. ↑  American FactFinder. Бюро перепису населення США. Архів оригіналу за 26 лютого 2012. Процитовано 31 січня 2008.

| США | Це незавершена стаття з географії США. Ви можете допомогти проєкту, виправивши або дописавши її. |